# 101Barz
101Barz is een Nederlands muziekprogramma van 101 TV, het digitale kanaal van BNN. Het programma wordt gepresenteerd door Rotjoch (Angelo Diop). Het programma richt zich op hiphop van bekende en onbekende, meestal Nederlandse, rappers die een zogenaamde "sessie" rappen.

## Onderdelen van 101Barz

### Studiosessies
De studiosessies zijn het bekendste concept van 101Barz. Over het algemeen komen daarin rappers nieuw werk rappen, of teksten die ze nog nooit eerder hebben gebruikt. Een bekend voorbeeld is Kraantje Pappie die allerlei teksten van zijn aankomende Boulimia EP rapte tijdens zijn sessie.
|                  | Artiest       | Uploaddatum       | Aantal weergaven |
| ---------------- | ------------- | ----------------- | ---------------- |
| Studiosessie 224 | Boef          | 3 juni 2016       | + 36,4 miljoen   |
| Zomersessie 2016 | Lijpe         | 5 augustus 2016   | + 26,1 miljoen   |
| Megasessie       | Beats by Esko | 30 maart 2018     | + 15,5 miljoen   |
| Studiosessie 207 | Boef          | 9 oktober 2015    | + 15,0 miljoen   |
| Zomersessie 2019 | KA            | 20 september 2019 | + 14,0 miljoen   |

### Talent van de Maand
De journalisten van 101Barz gaan langs in de thuisplaats van opkomende jonge rappers waar zij hun verhaal doen. Muziekfragmenten geven een beeld van het werk van de artiest.

### Hitmakerz
Het idee hiervan is dat 101Barz op bezoek gaat bij de gevestigde namen qua beatmakers. De componisten van hiphop komen aan bod door hun manier van muziek maken aan de kijker te laten zien. Zo laat de een zien hoe hij samples knipt in Fruity Loops en de ander hoe hij zijn drumcomputer gebruikt.

### Plaatjesdraaiers
Verschillende hiphop-, r&b- en reggae-dj's komen aan het woord over hoe zij hun muziek in elkaar mixen.

### The Next MC
Sinds 2012 heeft 101Barz een programma getiteld The Next MC. Hierin zoeken Rotjoch, Tim Beumers, Brainpower en Negativ naar een nieuw talent in de Nederlandse hiphop. D-Double werd de winnaar. In 2013 won Kaascouse het programma.

### Bijzondere Sessie
- AFLV 31: 101 BARZ, met Winne en Feis op de beat van GMB wordt als een van de beste sessies omschreven. Rotjoch zelf heeft het uitgeroepen als zijn favoriete sessie.[3] Zo beschrijft hij de take als tijdloos en authentiek. De studiosessie werd oorspronkelijk in 2007 geüpload, en werd geremasterd en opnieuw geüpload in 2013.
- Beats by Esko Megasessie: Een studiosessie waarin Sevn Alias, Josylvio, MocroManiac, Adje, Jonna Fraser, Kevin, Keizer, Rafello, Lauwtje, Crooks en Hef rapten over beats van producer Esko.

## 101Barz Awards
Vanaf 2009 is er tijdens de State Awards ook een prijs voor de beste 101Barz-sessie. De genomineerden waren in 2009: Zwart Licht, Kraantje Pappie, Winne, Kempi en Fakkelbrigade. De Rotterdammer Winne won de prijs maar gaf hem door aan zijn voorkeur, namelijk Kleine Viezerik.
In 2010 namen rappers Keizer en Priester de 101Barz Award mee en in 2011 nam rapformatie Green Gang de prijs mee naar huis. Die laatsten hebben gewonnen van onder meer Nouveau Riche; zij pakten in 2011 vier prijzen en kwamen daarmee als grote winnaar uit de bus.

## Prijzen en nominaties
| Jaar | Prijs                 | Categorie                                                        |
| ---- | --------------------- | ---------------------------------------------------------------- |
| 2009 | Beeld en Geluid Award | Multimedia                                                       |
| 2014 | Pop Media Prijs       |                                                                  |
| 2022 | #Video Award          | in de categorie Beste Docu voor de documentaire 15 jaar 101 Barz |